# Kama (arme)
Pour l’article homonyme, voir Kama.
À l'origine, le kama est une faucille, utilisée par paire, qui servait à couper les tiges des céréales et du riz. C'est une des armes les plus courantes du kobudō d'Okinawa, avec le tonfa, le nunchaku et le bô. Elle est également pratiquée dans certains arts martiaux chinois, tels que le Mansuria Kung Fu,.

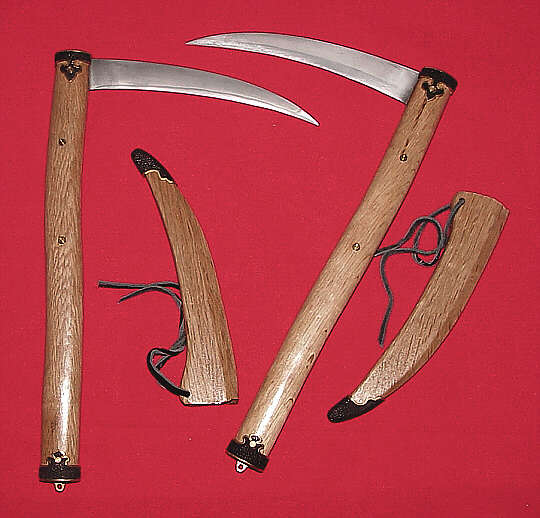
Kama.

## Utilisation
Un dérivé du kama existe avec une chaîne munie d'un boulet accroché en bas du manche : le kusarigama. Le ninja qui se battait contre un samouraï frappait celui-ci avec le boulet (qui pesait de 2,5 à 6 kg), pour l'assommer ou fragiliser son armure, et ensuite le tuer en utilisant la lame.

## Culture populaire
- Nitara utilise ce type d'arme dans la saga des jeux vidéo de Mortal Kombat.
- Akali utilise ce type d'arme dans le jeu vidéo League of Legends.
- Shinobi utilise une paire de kama dans For Honor.
- Wail utilise une paire de kama dans Ninjago.
- Les Gardiens Chasseurs peuvent invoquer une paire de kama lors de leur capacité ultime stasique dans le jeu vidéo Destiny 2.
- Jiro utilise ce type d'arme dans le jeu vidéo Brawlhalla.